# Don Iveson
Donald L. Iveson (nascido em 30 de maio de 1979 em St. Albert) é um político canadense que ocupou o cargo de prefeito da cidade de Edmonton, capital da província de Alberta, Canadá, entre 2013 e 2021.